# Derek Riordan
Derek George Riordan (ur. 16 stycznia 1983 w Edynburgu) – szkocki piłkarz występujący na pozycji napastnika.
W Scottish Premier League rozegrał 253 spotkania i zdobył 96 bramek.